# Mirko Lang
Mirko Lang est un acteur allemand né le 5 octobre 1978 à Brême.

## Filmographie
- 2004 : Le Miracle de Berne (Das Wunder von Bern) (film) de Sönke Wortmann
- 2004 : Guys and Balls (film) de Sherry Horman Tobias
- 2004 : Le Sang des Templiers (téléfilm) de Florian Baxmeyer : David
- 2005 : Æon Flux (film) de Karyn Kusama
- 2007-2008 : Post mortem (série télévisée) - saisons 1 et 2 : Frederick Peyn
- 2008 : Avalanche (téléfilm) de Jörg Lühdorff : Philipp